# Calle 10 de Agosto

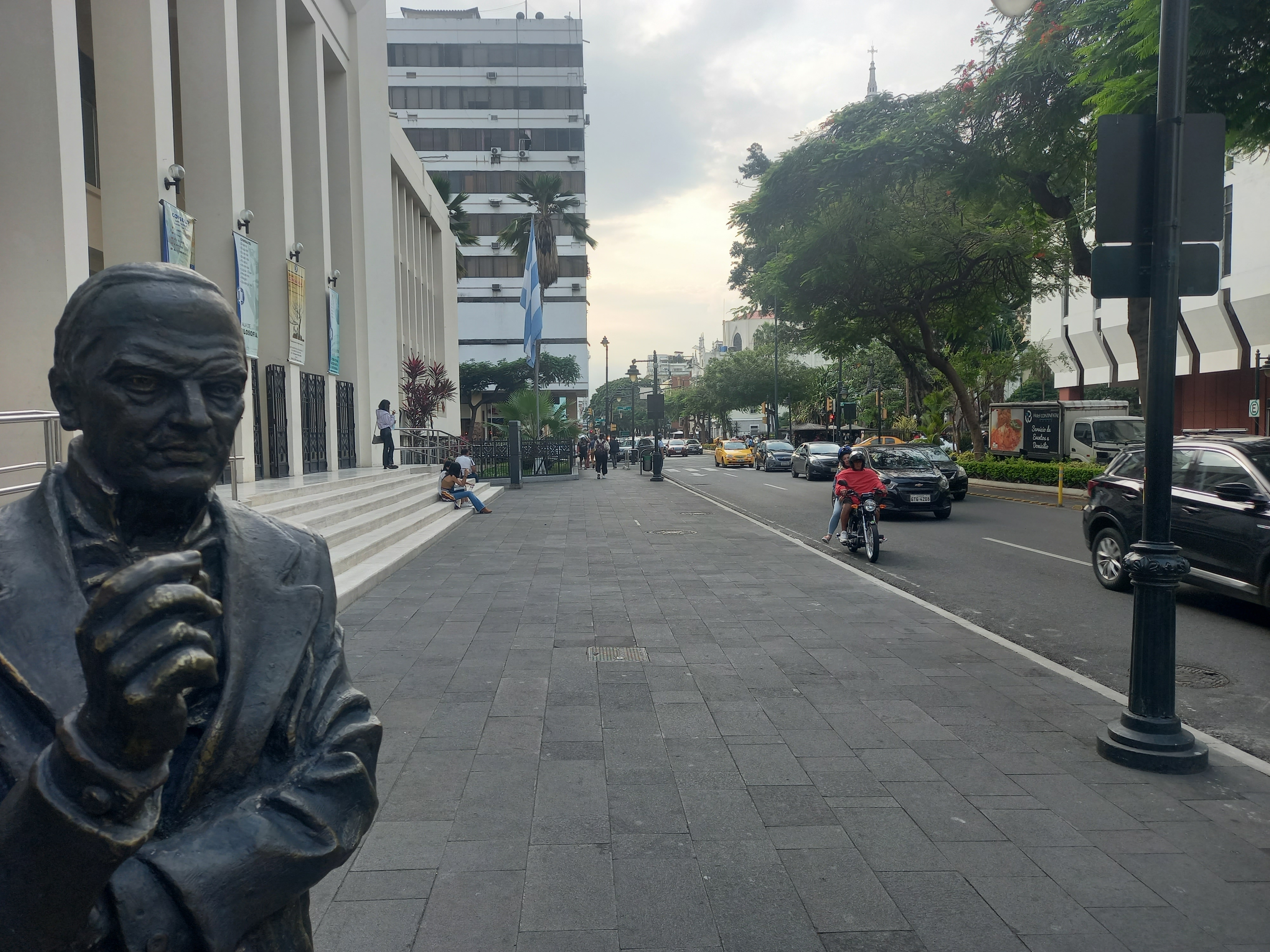
Calle Diez de Agosto

La Calle 10 de Agosto es una calle de la ciudad ecuatoriana de Guayaquil. Se ubica en el centro de la ciudad. Bautizada en 1909, en honor a la fecha de  la independencia de Quito (1809).
Tiene un recorrido de 41 cuadras, nace a las cercanías del río Guayas antigua calle de la orilla hoy Malecón y se extiende hacia el oeste cruzando el antiguo sitio Puerto Duarte -plano de Wolf 1887- y empatando con el estero Salado en lo que se conoce como Barrio Garay.

## Historia
El nombre de esta calle varió en sus inicios, en el siglo XVIII durante el año 1793 se llamó San Agustín por la cercanía con ese templo (actual Biblioteca Municipal), en el periodo colombiano los ánimos de los exaltados bolivarianos hicieron llamar a un tramo de esta desde su inicio hasta llegar a la hoy Pedro Carbo con el nombre de Policarpa Salavarrieta heroína y mártir guadense, en 1858 tenía otro nombre y se llamó calle de la Cárcel por ubicarse en su intersección con la Pedro Carbo, aquel edificio que era gemelo en su arquitectura a la Casa Consistorial o del Cabildo, por 1881 se llamó Municipalidad, cuando la ciudad adoptó el sistema numérico para denominar sus calles se llamó 14.ª; Ya en el siglo XX (1909) adoptó su actual nombre para conmemorar el centenario de la independencia de Quito.
Durante el siglo XVIII, en la manzana que en la actualidad está ocupada por el edificio Crillon (conocido hoy en día como Rosendo Avilés), se encontraba la escuela e iglesia de los Jesuitas. Sin embargo, cuando éstos fueron expulsados por orden del Monarca, sus propiedades religiosas pasaron a manos de las iglesias de la ciudad y de la provincia, mientras que los terrenos fueron comprados por vecinos y lotizados, con lo que desaparecieron la iglesia y la torre del reloj que daba hacia esta calle.
En esa calle se desarrollaron varias acciones de la gesta del 9 de octubre de 1920: es así que, en la actual calle 10 de Agosto, entre las calles Chile y Pedro Carbo, el teniente Hilario Álvarez apresó al coronel Benito García del Barrio, Comandante del Batallón Granaderos de Reserva, mientras aquél dormía en su casa. Y el Batallón Granaderos de Reserva, en aquella época, se encontraba ubicado a la altura de la citada 10 de agosto y la avenida Malecón Simón Bolívar.
Igualmente, a lo largo de la calle se encuentran iconos de la ciudad de Guayaquil, como el Mercado Oeste, el parque de la Victoria, el parque Seminario, la capilla del Sagrario, y El Telégrafo, edificio que conforma en la actualidad la Universidad de las Artes.